# Rasdu
Rasdu est un atoll des Maldives. Ses 867 habitants se répartissent sur deux des cinq îles qui le composent. Les terres émergées représentent 0,62 km2 sur les 61,84 km2 de superficie totale de l'atoll, lagon inclus.

## Îles habitées
- Rasdhoo

## Îles inhabitées

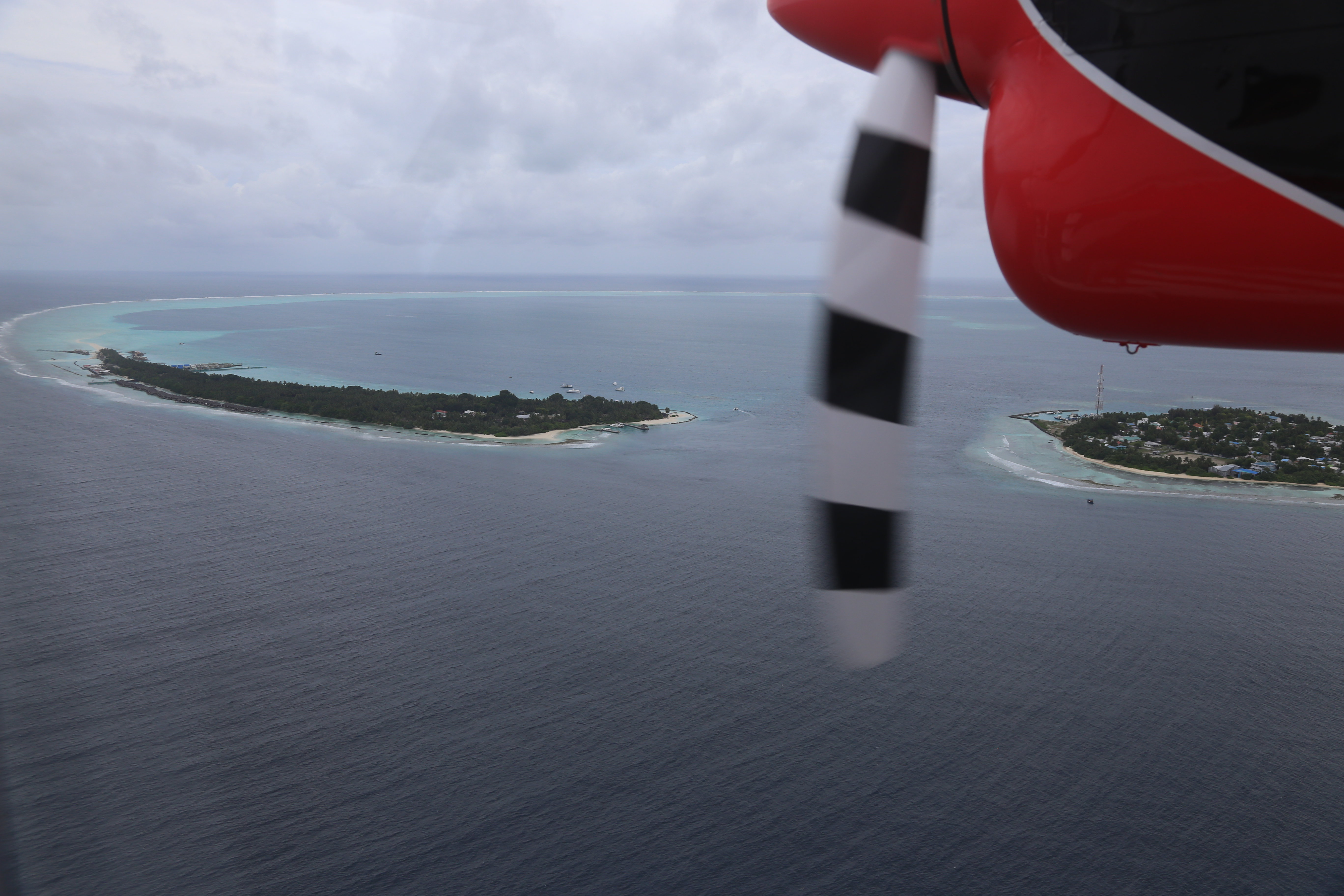
Vue aérienne de Kuramathi et Rashdoo.

- Kuramathi
- Madivaru
- Madivarufinolhu
- Veligandu